# Mosquée de Baščaršija
La mosquée de Baščaršija est située en Bosnie-Herzégovine, sur le territoire de la Ville de Sarajevo. Construite en 1528, elle est inscrite sur la liste des monuments nationaux de Bosnie-Herzégovine.

## Localisation

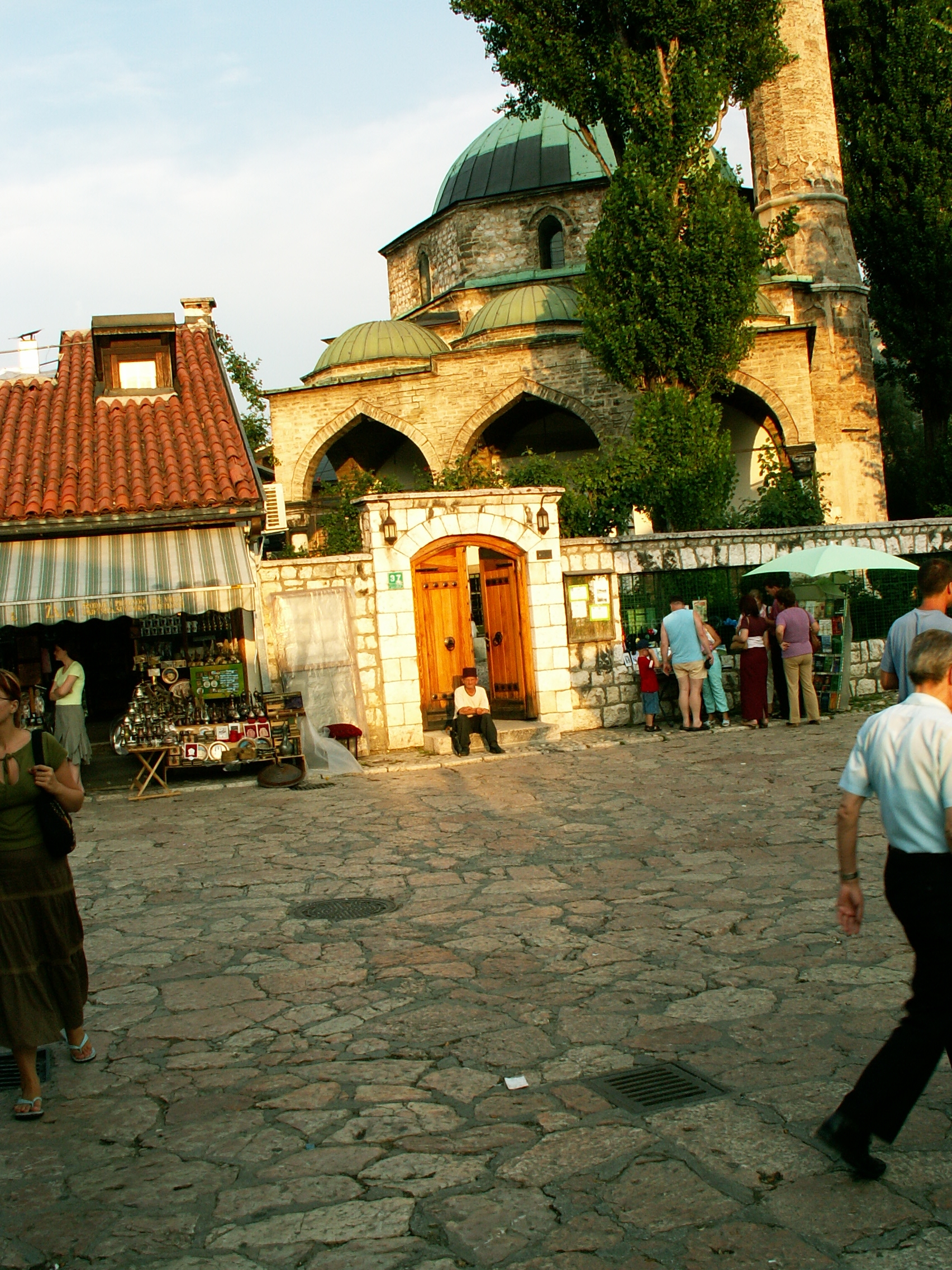
La mosquée dans son environnement

## Architecture

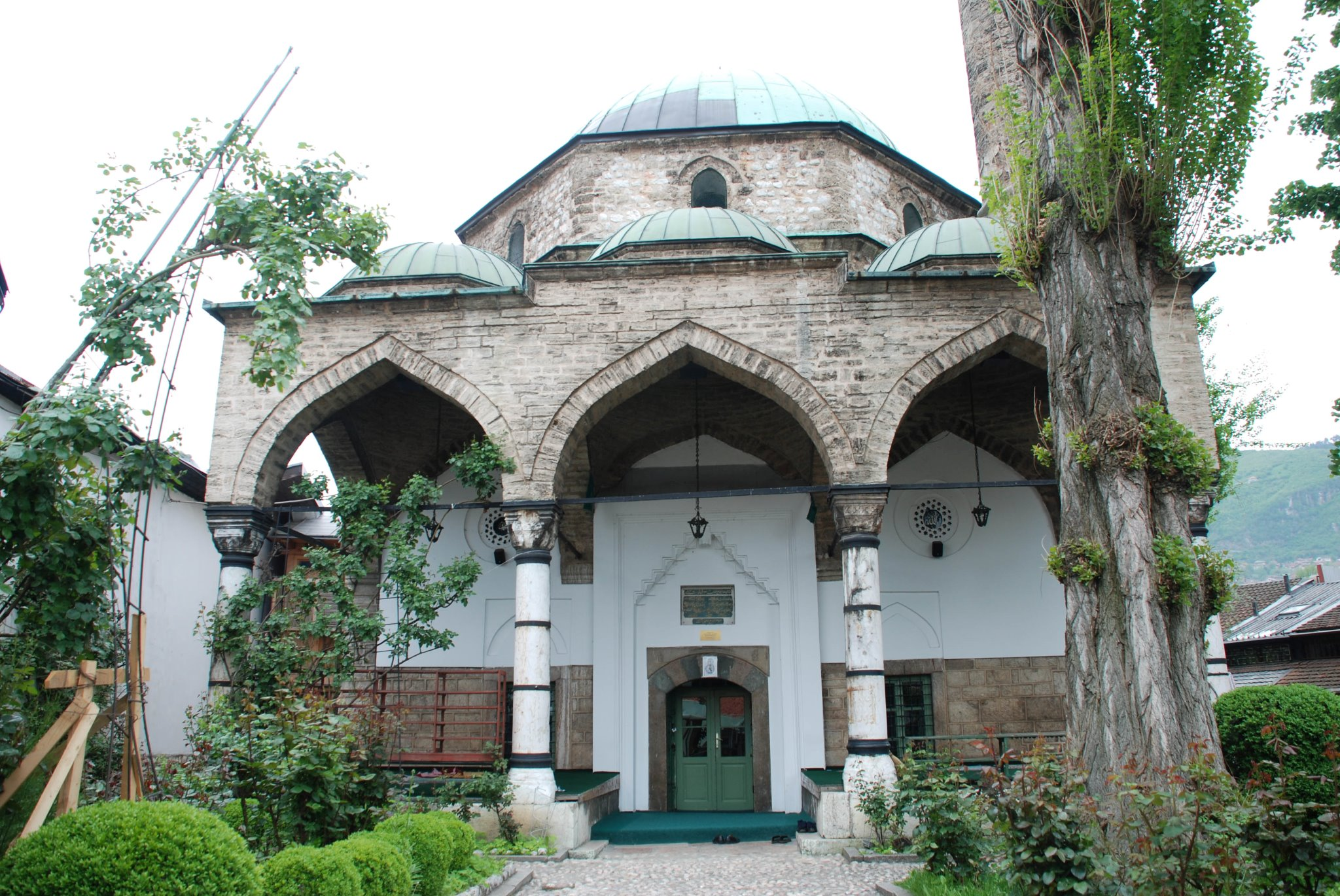
Autre vue de la mosquée